# Friedrich Engels
Friedrich Engels (w wersji spolszczonej Fryderyk Engels; ur. 28 listopada 1820 w Barmen, obecnie część Wuppertalu, zm. 5 sierpnia 1895 w Londynie) – niemiecki filozof i socjolog, przez większość życia działający w Anglii. Był jednym z głównych ideologów socjalizmu, a także jednym z organizatorów i przywódców I i II Międzynarodówki. Do historii przeszedł jako jeden z najbliższych współpracowników Karla Marxa (którego rodzinę utrzymywał) oraz współtwórca marksizmu, materializmu historycznego i socjalizmu naukowego. Współautor „Manifestu komunistycznego”.

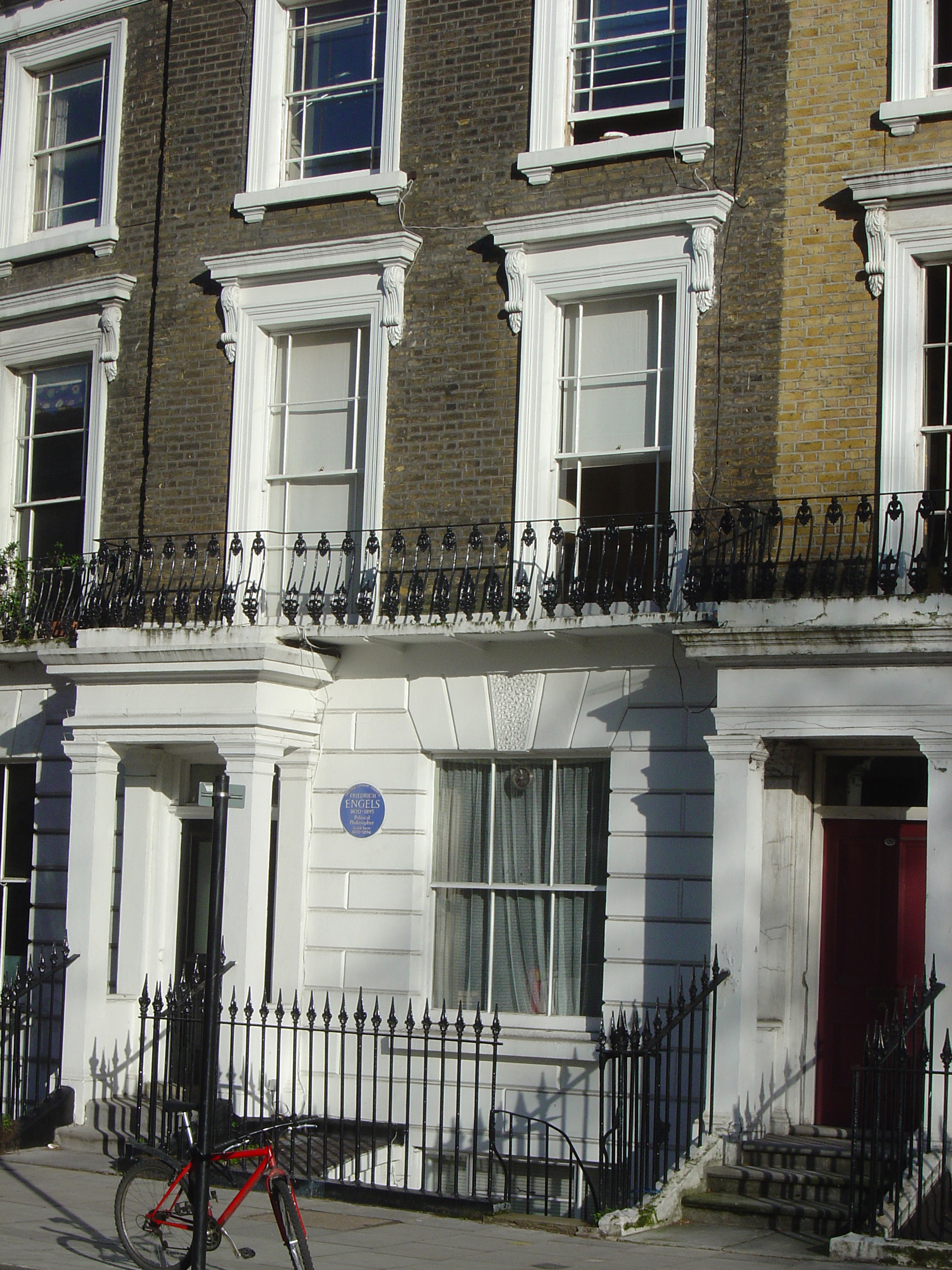
Dom Engelsa na Primrose Hill w Londynie

## Życiorys

### Dzieciństwo i młodość
Urodził się 28 listopada 1820 roku w Barmen (obecnie część Wuppertalu), w bardzo religijnej rodzinie wyznającego pietyzm właściciela zakładów włókienniczych w Barmen i w Manchesterze. Uczęszczał do szkoły podstawowej w Barmen, w wieku 14 lat rozpoczął naukę w gimnazjum w Elberfeld.
Po ukończeniu szkoły w 1837 roku został zatrudniony w biurze jednej z fabryk ojca w Bremie. W tym okresie zaczął publikować pierwsze wiersze i prace literackie, które powstawały pod wpływem ruchu młodoniemieckiego.
W 1839 roku rozpoczął współpracę z czasopismami „Telegraph für Deutschland” oraz z „Morgenblatt”. Pisał artykuły pod pseudonimem Friedrich Oswald, ponieważ chciał uniknąć konfliktu z rodzicami, którzy nie podzielali jego lewicowych poglądów. W artykułach poruszał tematykę polityczną, jednak by uniknąć cenzury łączył ją z zagadnieniami literackimi i historycznymi. W 1839 roku opublikował „Listy z Wuppertalu”, reportaż oparty na wędrówkach po dzielnicach robotniczych i rozmowach z robotnikami z Wuppertalu. W listach pisał o kapitalistycznym wyzysku, opisywał pracę dzieci, biedę robotników, ich problemy ze zdrowiem i alkoholizm.

### Służba wojskowa w Berlinie
W 1841 zgłosił się jako ochotnik do wojska. Służbę odbył jako oficer artylerii w Berlinie, samodzielnie opłacał własną kwaterę, nie mieszkał w koszarach, w tym okresie dysponował dużą ilością wolnego czasu, który spędzał na pobytach w berlińskich kawiarniach. Tam bliżej poznał lewicową interpretację filozofii Hegla. Poglądy heglistów, zwłaszcza Bruno Bauera, Ludwiga Feuerbacha i Davida Friedricha Straussa, wpłynęły na ukształtowanie się światopoglądu młodego Friedricha. Słuchał wykładów F. W. J von Schellinga na uniwersytecie berlińskim i oceniał je negatywnie. Publikował utwory literackie i filozoficzne, m.in. pamflet na temat filozofii Schellinga. W jednej z kawiarni w Berlinie spotkał po raz pierwszy Karola Marksa, wówczas redaktora naczelnego czasopisma „Rheinische Zeitung”.
W Berlinie poznał również Mojżesza Hessa, który był jednym z pierwszych niemieckich komunistów.

### Pobyt w Manchesterze
W 1842 roku ukończył służbę wojskową. Ojciec wydelegował go do biura swojego przedsiębiorstwa Ermen & Engels w Manchesterze. Miasto było wówczas jednym z największych ośrodków przemysłu włókienniczego. Pobyt w mieście wywarł ważny wpływ na Engelsa. Tam poznał Mary Burns, robotnicę, córkę imigrantów z Irlandii. Burns stała się jego partnerką życiową, przewodniczką po robotniczych dzielnicach Manchesteru, do których wejście dla osób z klas wyższych nie było bezpieczne. W 1845 roku w Lipsku opublikował napisaną w 1844 roku książkę „Położenie klasy robotniczej w Anglii”, w której opisuje warunki życia i pracy robotników w Manchesterze. Książka była adresowana do niemieckiego czytelnika, została przetłumaczona na angielski dopiero w 1885 roku na potrzeby wydania amerykańskiego. Po raz pierwszy ukazała się w Anglii w 1892 roku. W tekście opisał sytuacje robotników przemysłu włókienniczego, koncentrując się przede wszystkim na niezwykle ciężkiej, długiej, wręcz niewolniczej pracy, niskich wynagrodzeniach, fatalnych warunkach bytowych, złych warunkach higienicznych, pracy dzieci, przemocy seksualnej wobec pracujących kobiet.
W 1843 roku, w Londynie, poznał założycieli Związku Sprawiedliwych, lewicowej organizacji zrzeszającej robotników. Początkowo odmówił dołączenia do ugrupowania, w kolejnych latach nawiązał jednak ze związkiem współpracę.

### Nawiązanie współpracy z Marksem
W roku 1844 wyjechał do Paryża, gdzie ponownie spotkał Karola Marksa. Wtedy nawiązał z nim współpracę, która trwała do śmierci Marksa. Od roku 1844 publikował w wydawanym przez Karla Marksa i Arnolda Rugego „Deutsch-Französische Jahrbücher”.
W 1844 napisał wspólnie z Marksem traktat Święta rodzina, czyli krytyka krytycznej krytyki, w którym poddał krytyce koncepcje młodoheglisty Bruno Bauera. W 1844 powrócił na krótko do rodzinnego miasta, gdzie zorganizował cykl wykładów na temat komunizmu wspólnie z Mojżeszem Hessem. Wzbudziło to podejrzenia policji. Coraz mocniejszy był konflikt Engelsa z ojcem, który nie akceptował działalności politycznej syna. W 1845 roku opuścił Prusy obawiając się aresztowania. W latach (1845–1848) przebywał razem z Marksem w Paryżu i Brukseli.

### Działalność komunistyczna

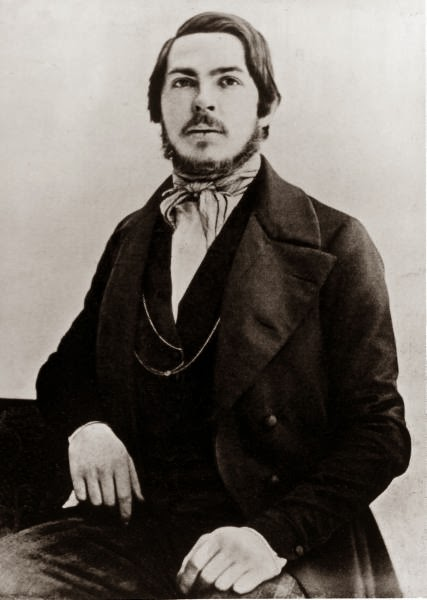
Friedrich Engels w wieku około 20 lat

W 1847 roku wziął udział w kongresie Związku Sprawiedliwych w Londynie, podczas którego ugrupowanie zostało przemianowane na Związek Komunistów. Engelsowi powierzono zadanie napisania programu politycznego ugrupowania. Efektem był tekst „Szkic komunistycznego wyznania wiary”, który następnie stał się podstawą kolejnego manifestu pod tytułem „Zasady komunizmu”. Tekst został opublikowany dopiero w 1914 roku. Engels proponował w nim między innymi likwidacje własności prywatnej, utworzenie demokratycznej konstytucji, jak również likwidacje tradycyjnej rodziny (wspólne wychowanie dzieci). Manifest Engelsa był omawiany na kolejnym kongresie Związku Komunistów. Nie wzbudził uznania, został odrzucony. Członkowie organizacji ustalili nowe ogólnikowe zasady komunizmu i powierzyli Marksowi i Engelsowi zadanie napisania nowego manifestu. W rezultacie powstał „Manifest komunistyczny”, który opublikowano w Londynie w 1848 roku.

### Okres Wiosny Ludów
W marcu 1848 roku rozpoczęły się w Prusach rozruchy będące częścią Wiosny Ludów. Skłoniło to Marksa i Engelsa do powrotu do Prus i reaktywacji pisma „Rheinische Zeitung” w Kolonii pod nazwą „Neue Rheinische Zeitung”. Strategia pisma zakładała wówczas sojusz z liberalną burżuazją, pismo postulowało stosunkowo umiarkowane postulaty, takie jak wprowadzenie powszechnego prawa wyborczego, zniesienie pozostałości feudalizmu, wprowadzenie zasiłków dla bezrobotnych. Pismo zdobyło dużą popularność, nakład wynosił 5000 egzemplarzy. Latem 1848 roku władze Prus rozpoczęły represje wobec niezależnej prasy, wydano nakazy aresztowania na Marksa, Engelsa i cały personel „Neue Rheinische Zeitung”. Oznaczało to, że Engels musiał się ukrywać, wyjechał z Prus do Belgii i Francji. Pod koniec 1848 roku powrócił do Prus, w 1849 roku wziął udział w rozruchach w rodzinnym Elberfeld. Następnie brał udział w powstaniu w Badenii.

### Powrót do Anglii
Po klęsce ruchów rewolucyjnych opuścił Prusy, osiadł w Anglii. Konflikt z rodzicami zaostrzył się do tego stopnia, że matka przestała przesyłać mu pieniądze. Rodzina wymusiła na nim, by porzucił działalność polityczną i dziennikarską i powrócił do pracy w firmie Ermen & Engels w Manchesterze. Od 1850 przez kolejne 19 lat pracował w biurze przedsiębiorstwa. Wciąż miał kontakt z Marksem i ruchem komunistycznym. Dzięki wynagrodzeniu z pracy w firmie ojca utrzymywał Marksa i jego rodzinę.
W 1869 roku, po śmierci ojca, zawarł umowę z Gottfriedem Ermenem, współwłaścicielem firmy Ermen & Engels. Na jej mocy Ermen wykupił od niego udziały w przedsiębiorstwie za łączną kwotę odpowiadającą około 1,2 mln funtów w przeliczeniu na dzisiejszą wartość nabywczą. W rezultacie Engels mógł zrezygnować z pracy i oddać się w pełni działalności publicystycznej i politycznej.

### Okres londyński
Od 1870 r. pracował jako publicysta w Londynie. Został wybrany do Rady Generalnej I Międzynarodówki. Organizacja zrzeszała wówczas robotników i działaczy o różnorodnych poglądach. Marksizm nie był dominującym światopoglądem ugrupowania. Engels stawiał sobie za cel przekonanie działaczy do marksizmu, głównym jego rywalem w walce o hegemonie ideologiczną był anarchista Michaił Bakunin.
Po 1876 roku opublikował „Przewrót w nauce dokonany przez pana Eugeniusza Dühringa” (tekst popularnie nazywany „Anty-Dühring“), w którym przedstawił jeden z najbardziej wpływowych wykładów teorii marksizmu i komunizmu. Jeden z rozdziałów książki został rozwinięty w osobno wydaną pracę „Rozwój socjalizmu od utopii do nauki“. Była to jego najgłośniejsza i najbardziej popularna książka, w przystępny sposób przedstawiała rozwój socjalizmu, uznając marksizm i komunizm za najdoskonalsze formy jego rozwoju.
Po śmierci Marksa w 1883 roku pełnił funkcję edytora spuścizny literackiej Marksa. Nadzorował tłumaczenie książek Marksa na angielski, włoski, duński i francuski. Przygotował wydanie drugiego i trzeciego tomu „Kapitału“. W przypadku trzeciego tomu „Kapitału”, wydanego w 1893, dokonał w dziele znaczących modyfikacji, zmienił początkowy zamysł Marksa, wstawił przypisy, zmienił podział na sekcje i dodał własne przemyślenia. W 1893 brał udział w kongresie II Międzynarodówki w Zurychu.
W testamencie, Engels wyraził życzenie by jego zwłoki zostały spalone, a prochy wrzucone do morza. Zmarł 5 sierpnia 1895 r. W pogrzebie, 10 sierpnia, uczestniczyło ok. 80 osób: oprócz rodziny i przyjaciół, również delegaci stronnictw socjalistycznych (m.in. August Bebel, Karl Liebknecht, Eduard Bernstein, Paul Lafargue, Wiera Zasulicz, Frederick Lessner). Pochód odprowadził zwłoki na prywatny dworzec Necropolis and National Mausoleum Company, skąd pociąg-karawan odwiózł trumnę do krematorium w Woking. Kilkoro z delegatów wygłosiło mowy przed kremacją. Na miejsce zatopienia prochów wybrano lubianą przez Engelsa Beachy Head w pobliżu Eastbourne. Urna została zatopiona kilka mil od brzegu jesienią w tym samym roku.

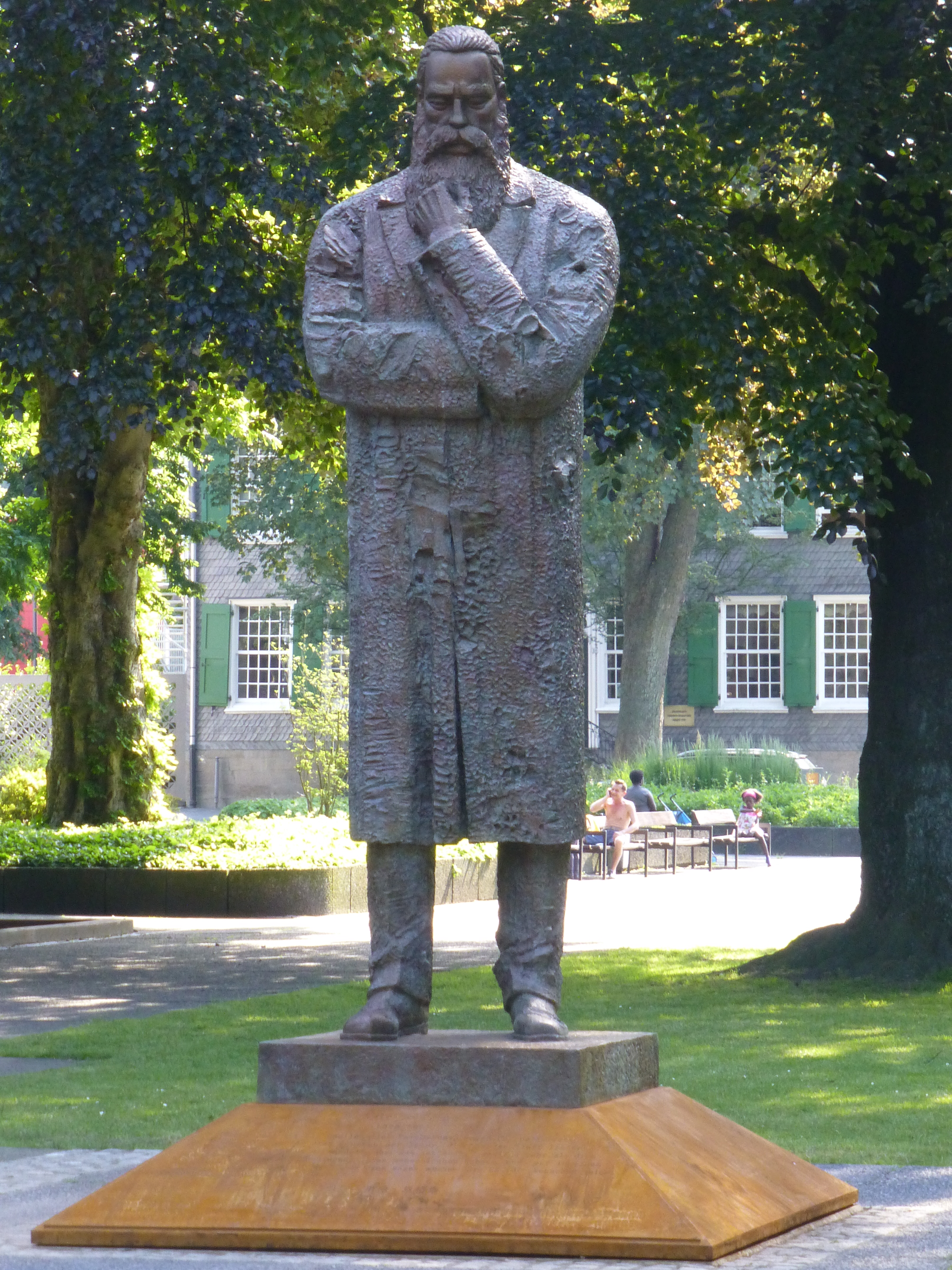
Pomnik Engelsa w Wuppertalu

## Poglądy

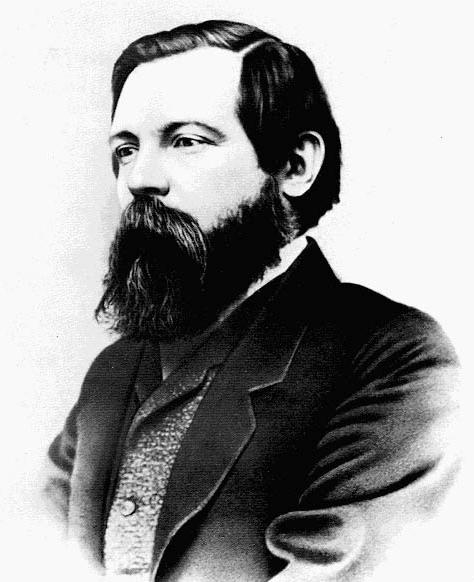
Engels w 1856 roku

### Materializm historyczny
Uchodzi za współtwórcę (obok Marksa) koncepcji materializmu historycznego, w myśl której idee i wyobrażenia są zawsze wyrazem konfliktu klasowego w obrębie społeczeństwa. Materializm historyczny zakłada, że to nie świadomość ludzi określa ich byt, a raczej odwrotnie, byt określa świadomość, przez „byt” rozumiał warunki społeczno-ekonomiczne. Z tym związane jest pojęcie „fałszywej świadomości”, które odnosi się do tego, że prawdziwe przyczyny danego zjawiska historycznego (np. reformacji czy romantyzmu) są wiązane z ideami (np. religią, filozofią), a nie z prawdziwymi siłami społeczno-ekonomicznymi (np. dążeniem klas posiadających do tłumienia buntów robotniczych).
Engels zastosował i przestawił tę teorię m.in. w książce „Wojna chłopska w Niemczech” (1850), poświęconej powstaniu chłopskiemu w latach 1524–1526.

### Materializm dialektyczny
Stworzył koncepcje materializmu dialektycznego. Jej główne zasady przedstawił w „Dialektyce przyrody”, zbiorze notatek wydanych dopiero w 1927 roku. Koncepcja ta była inspirowana dialektyką Hegla, teorią ewolucji i nowymi odkryciami w zakresie fizyki. W odróżnieniu od Hegla Engels uznawał, że przyczyny zjawisk nie są uzależnione od ewolucji świata Ducha, a raczej wynikają ze zmian materialnych. Teoria Engelsa próbowała wyjaśnić zjawiska społeczne i historyczne poprzez odniesienie ich do praw przyrody. Materializm dialektyczny był oparty na 3 zasadach:
1. Przechodzenia ilości w jakość i odwrotnie, które oznaczało, że zmiana jakościowa w świecie jest wynikiem zmiany ilościowej w świecie naturalnym, np. rosnąca ilość atomów w cząsteczce powoduje zmianę jakościową.
2. Praw wzajemnego przenikania się przeciwieństw, które głosiło, że sprzeczności zawarte w zjawisku naturalnym są kluczowe dla jego dalszego rozwoju.
3. Prawo zaprzeczenia zaprzeczenia, które mówiło, że sprzeczności w danym zjawisku prowadzą do wyłonienia się nowego etapu rozwoju, który zostaje potem zanegowany przez następny etap[26].

### Poglądy na sprawy międzynarodowe
Był zwolennikiem odzyskania niepodległości przez Polskę. Wynikało to z przekonania, że szowinizm niemiecki wpływa negatywnie na solidarność pomiędzy robotnikami polskimi i niemieckimi, która jest konieczna w celu poprawienia ich położenia. Z drugiej strony widział w zachowaniu Prus kolonializm, który potępiał, bo uważał za część systemu kapitalistycznego, który wyzyskiwał pracowników. Z podobnych względów popierał Chiny i Irlandię, kraje buntujące się przeciwko hegemonii Wielkiej Brytanii.

### Geneza rodziny
W książce „Pochodzenie rodziny, własności prywatnej i państwa” (1884) przedstawił teorie genezy instytucji rodziny i państwa. Książka jest polemiką z popularną wówczas pracą antropologa kultury Lewisa Morgana. Engels opierał się w swej pracy na odkrytej przez Morgana organizacji rodowej, która nie znała ani własności, ani wyzysku, ani państwa; wykorzystał też dane rosyjskiego uczonego Maksima Kowalewskiego.
Geneza rodziny jest, zdaniem Engelsa, związana z prawem własności. Wynika z ustanowienia rodzinnych praw własności, które są odmienne od praw plemiennych czy klanowych (w społeczeństwach pierwotnych wg Engelsa własność była wspólna). Ustanowienie własności prywatnej było związane z wprowadzeniem zwyczaju dziedziczenia w linii męskiej. Oznaczało to odebranie praw kobietom, które od tego momentu zostały pozbawione własności i możliwości decydowania o majątku. W konsekwencji kobiety zostały sprowadzone do roli, jak to ujmuje Engels, „narzędzia do rodzenia dzieci”, stały się podległe mężczyznom, ich prawa i wolności zostały ograniczone. Zmiany społeczne w epoce gwałtownej industrializacji doprowadziły zdaniem Engelsa do zakwestionowania tego patriarchalnego wzorca, ponieważ kobiety rozpoczęły pracę w fabrykach, nie doprowadziło to jednak do pełnego równouprawnienia.
Pełne równouprawnienie wg Engelsa jest możliwe w systemie komunistycznym, w którym zlikwidowana zostanie własność prywatna. Miałoby się tak stać, ponieważ w komunizmie również prace domowe staną się społeczne, kobiety nie będą musiały zajmować się domem, bo będzie to taka sama gałąź gospodarki, jak każda inna. Engels postulował, by również wychowanie dzieci stało się sprawą publiczną. W systemie komunistycznym wg niego kobiety nie będą już wychodziły za mąż dla pieniędzy (co jego zdaniem jest normą w społeczeństwie kapitalistycznym), nie będą musiały tolerować niewierności czy brutalności męża z obawy przed utratą własności, małżeństwa będą budowane wyłącznie na miłości i wzajemnym szacunku, a nie na motywacjach finansowych.

### Wpływ na kształtowanie programu SPD
Engels redagował pierwszy projekt programu erfurckiego przyjętego później przez SPD na zjeździe w 1891 roku. W programie akcentował konieczność demokratycznej drogi do komunizmu. Uważał, że wprowadzenie powszechnego prawa wyborczego sprawi, że SPD przejmie władzę w Niemczech drogą demokratycznych wyborów. Było to złagodzenie jego wcześniejszego stanowiska. Wcześniej uznawał, że kapitalizm rozpadnie się na skutek krótkotrwałego kryzysu, a etapem przejściowym do socjalizmu będą rządy liberalnej burżuazji. Pod koniec życia był przekonany, że najlepszą drogą do socjalizmu w Niemczech będzie umacnianie się demokratycznych partii socjalistycznych, takich jak SPD. Jego poparcie dla demokracji było jednak warunkowe, zalecał drogę demokratyczną w Niemczech, uznawał jednak, że w innych krajach np. Francja, Włochy, Belgia komuniści mogą wybierać inne strategie wprowadzenia socjalizmu.

## Krytyka
Engels bywa uważany za prekursora państw totalitarnych takich jak ZSRR. Badacze Engelsa zwracają jednak uwagę, że według Engelsa „dyktatura proletariatu” powinna przybierać postać demokratycznej republiki, w której prawa dla wszystkich są równe, a centralizacja władzy ma miejsce wyłącznie za pośrednictwem wybieralnego zgromadzenia reprezentującego całość społeczeństwa.

## Dzieła tłumaczone na język polski
Po polsku wydano między innymi:

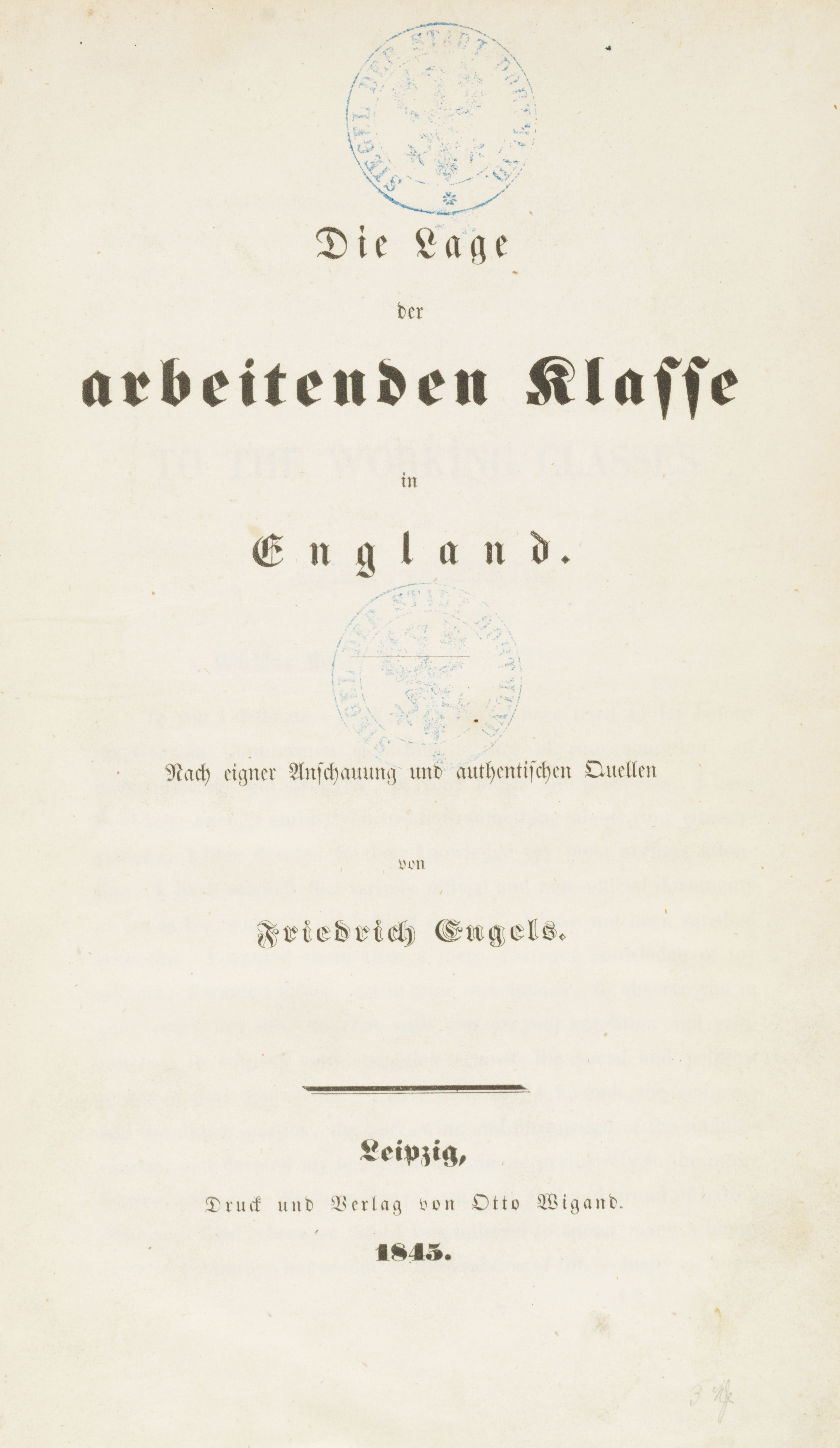
Okładka pierwszego wydania książki Położenie klasy robotniczej w Anglii (1845)

- Położenie klasy robotniczej w Anglii (1845)
- Wojna chłopska w Niemczech (1850)
- Rewolucja i antyrewolucja w Niemczech (1851)
- Rozwój socjalizmu od utopii do nauki (1877)
- Anty-Dühring (1877–1878)
- Pochodzenie rodziny, własności prywatnej i państwa (1884)
- Druga i trzecia część Kapitału (1885 i 1895)
- Ludwik Feuerbach i zmierzch klasycznej filozofii niemieckiej (1888)
- Zasady komunizmu (wydane w 1914)
- Dialektyka przyrody (wydana w 1925).